# Aleister Crowley
Aleister Crowley, pseudonimo di Edward Alexander Crowley (Leamington Spa, 12 ottobre 1875 – Hastings, 1º dicembre 1947), è stato un esoterista, astrologo, scrittore, poeta e alpinista britannico.
Nel 1898 si unì all'Ordine Ermetico dell'Alba Dorata che lo porterà a trascorrere un periodo in Egitto, dove compose l'opera The Book of the Law, nel 1904 e a elaborare la religione denominata Thelema.
Nel 1920, dopo una permanenza negli Stati Uniti d'America e altri viaggi in Cina, India, Algeria, Messico e Francia, si stabilì a Cefalù in Sicilia, dove istituì il suo centro mondiale dell'Abbazia di Thelema, luogo in cui visse con alcuni seguaci prima di essere espulso dal Regno d'Italia, ufficialmente per sospetto antifascismo, in realtà a causa di una morte sospetta legata alle pratiche nell'abbazia.
Figura assai controversa, che si definiva "la Bestia 666", è considerato il fondatore del moderno occultismo e fonte di ispirazione per il satanismo, sebbene la maggioranza degli studiosi considerino Crowley non coinvolto con queste pratiche (sosteneva nella maggioranza dei suoi scritti che Satana/Lucifero non esistesse affatto, e non andasse quindi adorato in quanto contraltare del Dio ebraico-cristiano, anch'esso inesistente secondo Crowley) e sostanzialmente non violento (anche se probabilmente compì dei sacrifici animali a Cefalù), ma solo protagonista di una "leggenda nera". 
È considerato una figura chiave nella storia dei nuovi movimenti magici. A Crowley è attribuito il maggior tentativo di creare una «religione magica», fondata principalmente sulla magia sessuale e la via della mano sinistra, per l'epoca contemporanea e la sua influenza sul coevo ambiente magico è stata fondamentale.

## Biografia

### Origini e formazione
Nacque al n.30 di Clarendon Square a Royal Leamington Spa, nel Warwickshire, tra le 23 e mezzanotte del 12 ottobre 1875. Il padre, Edward Crowley, studiò da ingegnere ma non esercitò mai la professione, limitandosi a dedicarsi all'attività familiare di fabbricante di birra. Entrambi i suoi genitori erano membri di un raggruppamento di cristiani evangelici, ma nonostante questo il giovane Edward Alexander ebbe modo di conoscere e apprezzare i lavori grafici di Aubrey Beardsley.
Crowley crebbe in un contesto fortemente religioso, al punto che i bambini della famiglia potevano avere contatti solamente con coloro che condividevano la fede religiosa dei coniugi Crowley. In particolare il padre predicava incessantemente la sua dottrina, era autore di diversi testi di divulgazione e studiava quotidianamente le sacre scritture, obbligando il figlio a partecipare alle sue attività.
Il 29 febbraio 1880 i coniugi Crowley diedero alla luce una bambina di nome Grace Mary Elizabeth, che però morì dopo solo cinque ore dal parto. Crowley vide il corpo inerte della sorella e anni dopo ricorderà così l'evento (scrivendo in terza persona):
(Aleister Crowley)
Il 5 marzo 1887 Crowley perse il padre per via di un cancro alla lingua. Questo fu un punto cruciale della sua vita e dopo questo evento comincerà a scrivere, in prima persona, le sue memorie. Dopo la morte del padre, Crowley si chiuse in sé stesso, cominciò a distaccarsi sempre più dagli insegnamenti religiosi e i continui tentativi della madre di farlo tornare sui suoi passi servirono solo ad aumentare il suo scetticismo. La madre cominciò a rimproverarlo per i suoi continui atteggiamenti ribelli arrivando anche a chiamarlo Bestia (dall'Apocalisse di Giovanni, un soprannome che il futuro Aleister farà suo). In questo periodo Crowley si rese conto che molte di quelle attività che la madre chiamava «peccaminose» in realtà lo attraevano.
Una volta ad esempio testò se i gatti avessero nove vite e così ne uccise uno annotando il tutto sul suo diario.

### Formazione universitaria e occultismo

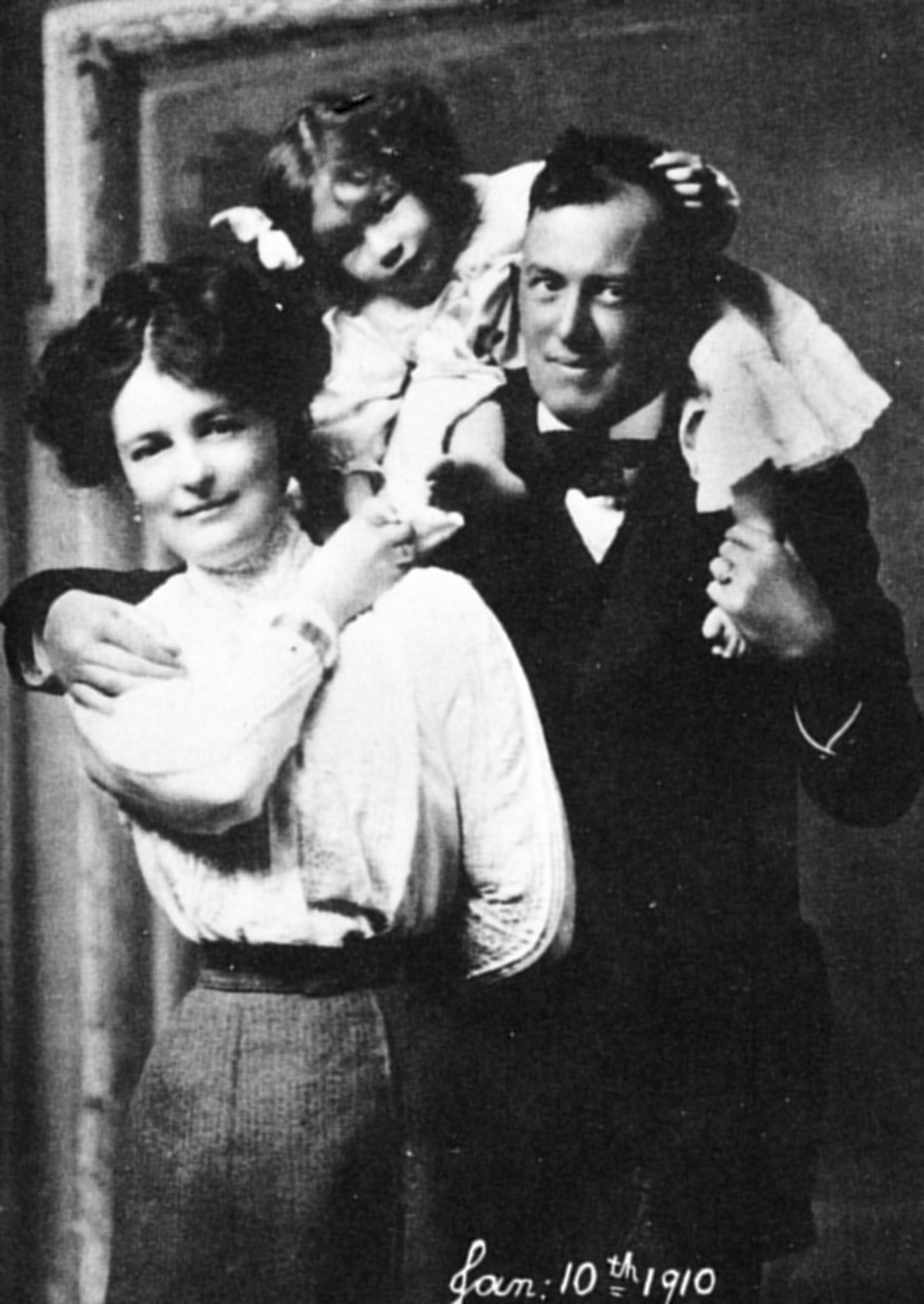
Aleister Crowley fotografato con la moglie Rose e la figlia Lola nel 1910

Dopo aver frequentato il Malvern College e la Tonbridge School, nel 1895 si iscrisse al Trinity College dell'Università di Cambridge con l'intento di studiare filosofia ma in seguito scelse, dietro consiglio di un tutor appartenente ai filomati, di studiare letteratura inglese. I tre anni trascorsi a Cambridge furono particolarmente piacevoli e allegri, anche perché Crowley poteva godere della consistente eredità paterna.
In questo periodo ruppe definitivamente con la religione. Scrisse:
Nel dicembre 1896 Crowley cominciò a interessarsi di occultismo e misticismo. In breve tempo si dedicherà sempre più assiduamente alla lettura di libri di alchimia e misticismo, oltre che a libri di magia e paranormale. In questi anni ebbe anche la sua prima esperienza omosessuale. Nel 1897 Crowley s'iscrisse al club di scacchi del college ottenendo grande successo. In ottobre fu colpito da una malattia che lo portò a riflettere molto sull'esistenza umana e lo convinse a mettere da parte la carriera diplomatica che aveva inizialmente pianificato.
A Cambridge si definì "La Grande Bestia" e "666", numero preso dal Capitolo 13 del Libro dell'Apocalisse.
Un anno dopo pubblicò il suo primo libro di poesie: Aceldama; poi lasciò Cambridge, incontrando Julian L. Baker (Fratello D. A.) che lo presentò a Samuel Liddell MacGregor Mathers, introducendolo nell'Ordine Ermetico dell'Alba Dorata (Golden Dawn).

### Scoperta della bisessualità
Negli anni universitari (successivi al 1895), Crowley fu sessualmente molto attivo, ebbe frequenti rapporti sessuali con ragazze abbordate nei locali del posto e spesso anche con prostitute; inoltre ebbe sempre più frequenti relazioni omosessuali, in cui preferiva intraprendere il ruolo recettivo. Nel corso della sua vita, Crowley praticherà più volte rituali magico-sessuali sia con donne sia con uomini. Il biografo Sutin, nella sua opera biografica sull'occultista, racconta di un'importante relazione di Crowley con un individuo di nome Herbert Charles Pollitt, conosciuto a Cambridge nel 1897. Pollitt non condivideva gli studi occulti di Crowley e per questo pose fine alla loro relazione. Anni dopo Crowley commenterà così:
(Alesteir Crowley)

### Adesione allaGolden Dawn

La versione di Aleister Crowley dell'Unicursal Hexagram della Golden Dawn

A 23 anni Crowley entrò a far parte dell'Hermetic Order of the Golden Dawn e il suo percorso spirituale proseguì con lo studio delle opere di William Butler Yeats e Arthur Edward Waite, criticandole aspramente sul The Equinox e diventando un nemico degli autori. Nel 1899 acquistò e si trasferì nella celebre Boleskine House. Un amico ed ex-membro della Golden Dawn, Allan Bennett, lo introdusse alle idee del Buddhismo, mentre Samuel Liddell MacGregor Mathers lo istruiva sulla magia del mondo occidentale. Mathers e Crowley in seguito inizieranno inesorabilmente a distaccarsi e Crowley perderà rapidamente fiducia nel suo maestro. Nell'ottobre 1901, dopo aver studiato il Raja Yoga, affermò di aver raggiunto il dhyāna, descrivendone lo stato nel suo libro Magick.
Ufficialmente Crowley e Mathers continuarono a coesistere nella Golden Dawn fino al 1904, tuttavia i primi attriti tra i due risalgono almeno al 1900 (se non prima). In seguito alla scissione all'interno del movimento, Crowley lasciò il suo paese e andò a vivere per un breve periodo in Messico con la moglie (Rose Edith Kelly, sposata nel 1903), abbandonando la Golden Dawn. Diversi anni dopo Mathers reclamò la paternità (e i conseguenti diritti) su alcuni dei rituali e delle idee di Crowley. In Messico Crowley, che era stato iniziato alla massoneria in Francia l'8 ottobre 1904 nella Anglo-Saxon Lodge No. 343 della Gran Loggia di Francia, diventando compagno il 5 novembre e maestro il 17 dicembre dello stesso anno, ricevette il 33º grado del Rito scozzese antico ed accettato e continuò i suoi studi isolato dal resto della comunità esoterica, in questo periodo scoprì e cominciò a usare con frequenza la parola Abracadabra. Terminata l'esperienza in Centroamerica ritornerà a Boleskine House.

### Viaggio al Cairo

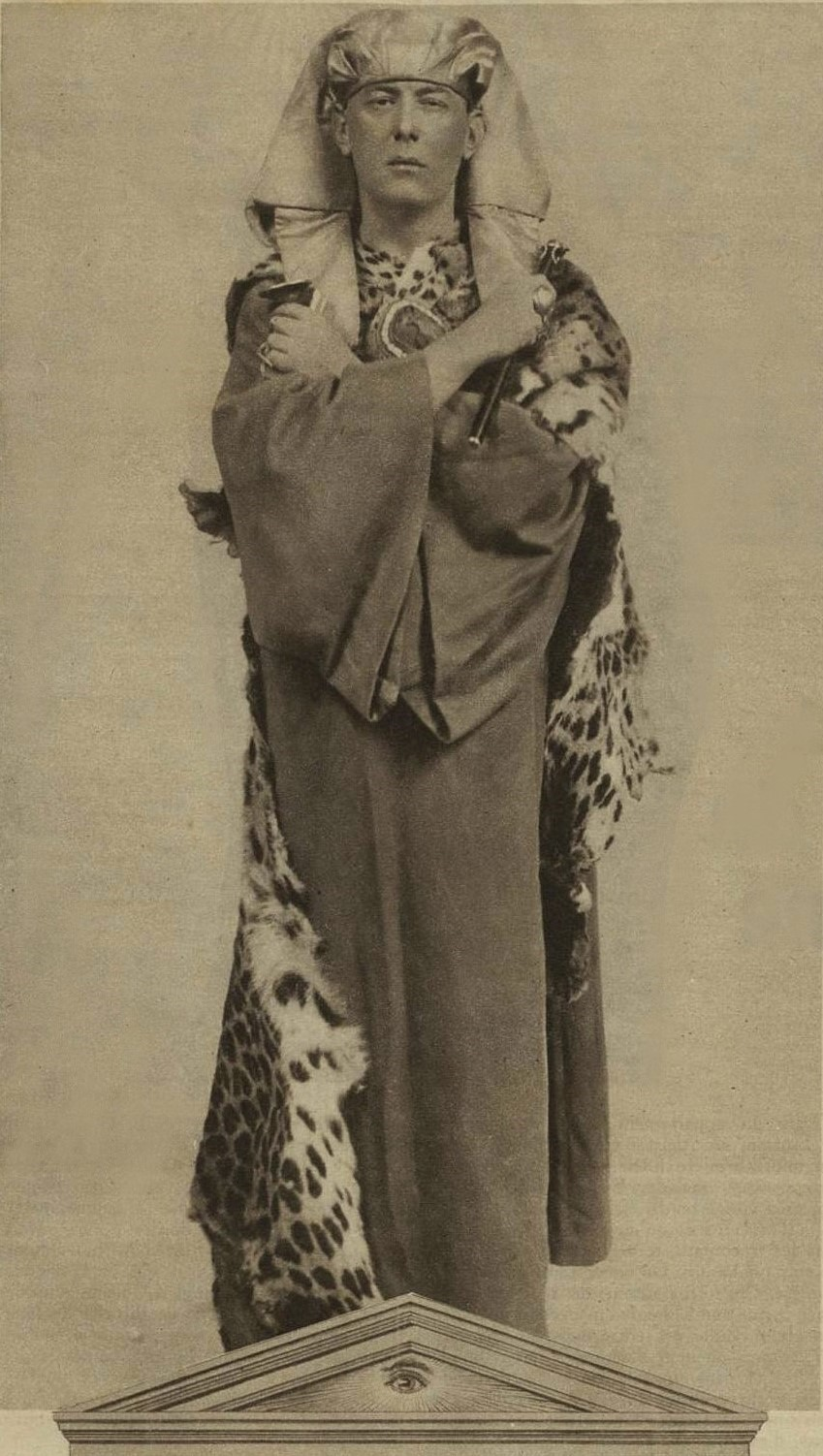
Crowley vestito da Osiride, 1899

Nel 1904, durante una vacanza a Il Cairo, fu protagonista di un evento mistico che lo spinse a fondare il culto di Thelema, successivamente praticato poi nella confraternita chiamata Ordo Templi Orientis (O.T.O.). La moglie di Aleister cominciò a trovarsi in uno stato anormale, e questo convinse il marito che c'era una entità sovrumana che si era messa in contatto con lei. Il 20 marzo Crowley seguì le indicazioni dettate dalla moglie in stato di trance ed eseguì (con successo, secondo quanto scrisse in seguito) un rito di invocazione al dio egiziano Horus. Il dio gli avrebbe comunicato l'imminente inizio di un nuovo eone magico, e gli affidava l'incarico di profeta. L'8 aprile e i due giorni successivi Crowley affermò di aver udito una voce che gli dettava un testo che lui trascrisse e in seguito pubblicò con il nome The Book of the Law. Secondo Crowley la voce proveniva da uno spirito di nome Aiwass (o Aiwaz), il ministro di Horus. Una buona parte del testo è composto da un cifrario numerico che lo stesso Crowely affermava di non essere in grado di decifrare.
Nel giugno del 1904 Rose e Aleister ebbero una figlia a cui fu dato il nome Nicole Ma Ahathoor Hecate Sappho Jezebel Lilith Crowley; la bambina morirà nel 1906 al ritorno da un viaggio in Cina. Nell'estate dello stesso anno la coppia ebbe un'altra bambina, che essi chiamarono Lola Zaza. Aleister elaborò un nuovo rituale per ringraziare della sua nascita. In seguito riprenderà ed elaborerà più volte questo ed altri rituali della sua dottrina. Nel 1907 accaddero due importanti eventi nella vita di Crowley. Riformulò l'ordine dell'Argenteum Astrum (A∴A∴) e cominciò a scrivere gli Holy books of Thelema, ovvero i testi sacri del culto di Thelema. Aleister e Rose divorziarono nel 1909. Nel 1910, Crowley eseguì insieme ai membri dell'A∴A∴ una serie di riti detti Riti di Eleusis.

### Il periodo negli USA
Con le prime brezze della imminente prima guerra mondiale, Crowley preferì trasferirsi negli Stati Uniti, a New York, dove poté tranquillamente praticare la magia da maestro dell'Argenteum Astrum (A∴A∴). Nel giugno del 1915 fu introdotto dall'amica Jeanne Foster e dalla giornalista Hellen Hollis nelle alte sfere fashion della Grande Mela. In particolare, ebbe poi una relazione con la Foster, dalla quale pretese un figlio maschio. Ma, a dispetto di una serie di operazioni e riti magico-sessuali, non rimase incinta.
Nello stesso anno "scrisse alcuni pezzi eccellenti di astrologia che Evangeline Adams, l'astrologa delle celebrità dell'epoca, pubblicò facendoli passare come farina del suo sacco, senza dare a Crowley credito né compensi di sorta".
A novembre dello stesso anno Crowley si recò a Vancouver, in Canada, per incontrare il membro della loggia O.T.O. (Ordo Templi Orientis) che faceva parte del suo progetto Thelema, tale Wilfred Smith e che aprirà una sede della setta in California, nel 1930. Al suo ritorno a New York, Crowley dapprima praticò della magia sessuale con la prostituta tedesca Gerda Von Kothek, e poi ebbe una relazione con il mezzosoprano Ratan Devi, al secolo Alice Richardson, moglie dello storico dell'arte Ananda Coomaraswamy. La cantante rimase incinta di Crowley, ma durante un viaggio in Inghilterra ebbe un aborto spontaneo.
Nel giugno del 1916 Crowley quindi si stabilì in una casetta del New Hampshire, dove continuò i suoi studi ed esperimenti magici. Nel 1917 si ritirò presso una isoletta del fiume Hudson. Dopo l'acquisto di grandi quantità di vernice rossa al posto del cibo, dipinse la frase "Fai ciò che vuoi" sui grandi scogli di entrambi i lati dell'isola, ricevendo doni da parte dei visitatori curiosi. Per ultimo, eseguì poi un rito magico-sessuale con la pittrice Leah Hirsig, dopodiché ritornò in Europa.

### In Italia: l'abbazia di Thelema
Crowley diede vita al centro della sua religione magica con una comunità a Cefalù dove, nel marzo del 1920, in una villa presa in affitto, creò la leggendaria Abbazia di Thélema, ispirata a quella omonima che François Rabelais, nel Cinquecento, aveva fatto erigere da uno dei suoi più celebri personaggi, il gigante Gargantua, con l'unica regola: "Fai ciò che vuoi sarà tutta la legge, Amore è la legge, amore sotto la volontà" "perché le persone libere e colte, sentono per natura un istinto ed inclinazione che li spinge ad atti virtuosi, e li tiene lontani dal vizio, inteso come religione".
Con l'avvento del fascismo, fu espulso dall'Italia da Benito Mussolini alla fine del mese di aprile del 1923, ufficialmente per sospette attività antifasciste, in realtà a causa di una morte sospetta all'interno del suo tempio.
Nel febbraio 1924 Crowley visitò l'Institute for the Harmonious Development of Man di Georges Ivanovič Gurdjieff, ma non incontrò il fondatore o secondo altri lo incontrò dicendogli che per lui era un mago nero e che lo stimava ma l'altro rifiutò questa visita e lo trattò da cialtrone; nei suoi scritti privati Crowley criticherà molti aspetti delle pratiche e degli insegnamenti di Gurdjieff. Quest'ultimo, dal canto suo, non tardò a reagire in modo sdegnato alla visita di Crowley. Il 16 agosto 1929 Crowley sposò Maria de Miramar a Lipsia, la donna proveniva dal Nicaragua. I due si separarono di fatto nel 1930 ma non divorziarono mai ufficialmente.

### Periodo a Lisbona
Nel settembre del 1930 Crowley giunse a Lisbona in compagnia della giovane artista tedesca Hanni Jaeger. A Lisbona incontrò il grande poeta portoghese Fernando Pessoa, esperto astrologo e cultore dell'occultismo. I due si erano conosciuti tramite corrispondenza, dopo che Pessoa (oltre ad avere tradotto Inno a Pan in portoghese) aveva corretto un oroscopo fatto da Crowley, inviandogli la spiegazione dell'errore. Il mago inglese rimase colpito da tale gesto e da tanta perizia e volle incontrarlo durante la sua visita. La storia di questo incontro sfiora il paradosso. Sta di fatto che Crowley scomparve alcuni giorni dopo alla Boca do Inferno di Cascais, lasciando un porta sigarette e un misterioso messaggio. Sia Pessoa che il suo amico giornalista e occultista Ferreira Gomes furono a lungo interrogati dalla polizia, ma di Crowley nessuna traccia. Egli ricomparve a Londra alcuni giorni dopo: si trattò, probabilmente di una farsa ordita dal mago, Pessoa e da Ferreira Gomes e perfettamente riuscita. Le dichiarazioni di Pessoa al Diario de Noticias sull'argomento sono raccolte in Ultimatum e altre esclamazioni. Il libro da cui viene ripreso questo riporta più o meno le stesse posizioni di Introvigne.

### Ritorno in Inghilterra e morte

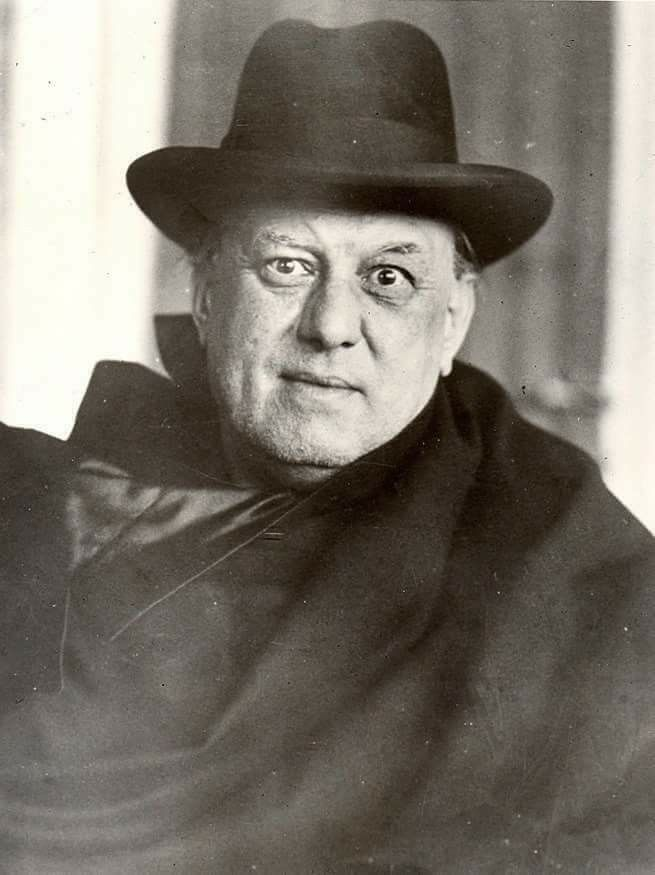
Crowley nel 1929

Nel 1934 fu soggetto di una dichiarazione di bancarotta, infatti perse la causa legale con cui aveva citato l'artista Nina Hamnett, accusandola di averlo diffamato nel libro del 1932 Laughing Torso. Durante la seconda guerra mondiale, alcuni personaggi illustri (tra cui lo scrittore Ian Fleming) affermarono che Crowley aveva aiutato l'MI5 in alcune operazioni riguardanti l'ufficiale nazista Rudolf Hess, che in piena seconda guerra mondiale si paracadutò in Scozia per convincere gli inglesi ad allearsi al Terzo Reich, ma fu catturato e imprigionato dall'esercito inglese e infine processato e condannato a vita a Norimberga.
C'erano contatti tra le società segrete inglesi e tedesche, delle quali Hess faceva parte, per impedire la separazione che poi portò alla guerra mondiale.
Nell'aprile 1945 viene ammesso nell'ordine di Crowley Lafayette Ronald Hubbard. Non è chiaro se i due si siano mai incontrati personalmente ma è certo che i due inizialmente erano affascinati dalla reciproca opera, ed è probabile che si siano contattati tramite lettere e carteggi. Tuttavia in seguito Hubbard comincerà a distanziarsi parecchio dall'ideologia comune (arrivando a fondare Dianetics e poi Scientology) e questo porterà Crowley a disprezzarlo e a giudicarlo un ciarlatano arrivando a definirlo «zoticone rubasoldi» in una lettera. Hubbard sostenne in più occasioni di essere stato un grande amico personale di Crowley, tuttavia la citata lettera sembra provare il contrario e smentire le affermazioni di Hubbard.
Quest'ultimo secondo alcune fonti o secondo lui stesso sarebbe stato inviato dai servizi segreti per infiltrare il movimento di Crowley e combattere le sue pratiche malefiche.
Aleister Crowley morì di degenerazione del miocardio e bronchite cronica ad Hastings la notte del 1º dicembre 1947 all'età di 72 anni. Nel corso della sua vita aveva fatto largo uso di eroina ma aveva smesso da alcuni anni per cominciare a fare uso in grandi quantità di morfina per curare asma e bronchite. Il suo ultimo dottore, un medico di nome Thomson, morì il giorno dopo di lui e questo permise ai giornali di speculare sulla eventualità che Crowley avesse lanciato una maledizione sul medico. Fu cremato il 5 dicembre 1947 a Brighton.

## Il pensiero

### L'interesse per la magia
(A. Crowley, da The Confessions of Aleister Crowley)
Nel mondo della magia cerimoniale contemporanea Crowley è ritenuto un'indiscussa autorità, in quanto uno fra i principali codificatori e divulgatori delle scienze occulte nel XX secolo.
Crowley definì la magia come «la Scienza e l'Arte di causare cambiamenti in conformità con la Volontà» e, nel corso della sua vita, divulgò progressivamente tutti i rituali e gli insegnamenti della Golden Dawn, di cui egli era a conoscenza, pubblicandoli sul suo giornale The Equinox. Fu, probabilmente, la prima volta che apparvero in stampa i genuini insegnamenti operativi d'una società ermetica, e non soltanto semplici testi cerimoniali o traduzioni in un linguaggio simbolico esoterico, incomprensibile ai "profani". Sempre per Crowley la magia e lo Yoga diventavano quindi come un percorso spirituale per avere il pieno controllo di sé stessi e cambiare il mondo circostante tramite la Volontà. Nei rituali erano presenti strumenti come il calice, la spada, la campana, l'incenso, l'altare e la tunica.
Il pensiero dell'occultista inglese influenzò anche altri personaggi famosi, come L. Ron Hubbard il quale prima di fondare Scientology si interessò alla dottrina di Crowley. Si ispirarono alle pratiche di Crowley anche l'esoterista, musicista e scrittore Anton Lavey fondatore della chiesa di Satana e Gerald Gardner il fondatore della Wicca.

### Il culto di Thelema
Elaborò una filosofia Atea e magica denominata thelema in cui metteva al centro l'uomo e la sua libertà da autorità divine superiori e si definiva come una filosofia in contrasto al Cristianesimo, all'Islam, al Comunismo e al Buddhismo. Questa religione è caratterizzata anche dalle festività quali il compleanno di Crowley, i due solstizi e i due equinozi. Crowley nel creare la Thelema si ispirò alle teorie di Friedrich Nietzsche, Eliphas Lévi, Carl Jung, Sigmund Freud, Albert Einstein e James Frazer.

### Magia sexualis
Non meno scandaloso fu l'atteggiamento verso la sessualità: Crowley per esempio teorizzò apertamente la pratica dell'omosessualità (oltre che dell'eterosessualità). Il suo libro White Stains ("Macchie Bianche", 1898), definito dai detrattori come «il più schifoso libro mai pubblicato» o, in modo più equilibrato da un critico contemporaneo come «Una Psychopathia sexualis poetica», contiene poesie dai titoli decisamente espliciti come A ballad of passive paederasty ("Ballata della pederastia passiva"). Il libro si ispira in parte al trattato Ohtsisenohn di Abdul Karid Janji.

### Interesse per i tarocchi
Come spiega lo storico dell'esoterismo Giordano Berti nell'introduzione all'edizione italiana del Book of Thoth crowleyano: «L'interesse di Crowley per i tarocchi risaliva agli anni giovanili, quando fu accolto nell'Hermetic Order of the Golden Dawn. Nel settembre 1912, quando la fratellanza ermetica era ormai disgregata, Crowley pubblicò sul primo volume della rivista The Equinox of Gods il Liber T, vale a dire la descrizione dei Tarocchi fino ad allora riservata agli adepti della Golden Dawn. Molti anni più tardi decise di creare una propria versione del mazzo e ne affidò la realizzazione ad una pittrice surrealista, Frieda Harris (1877–1962). Il lavoro si protrasse per quasi cinque anni, dal 1938 al 1942. I dipinti della Harris furono pubblicati in bianco e nero su The Book of Thoth (Londra, 1944), un manuale scritto da Crowley basandosi sul Liber T della Golden Dawn. Solo 33 anni più tardi (e in seguito a diversi «aborti editoriali») vide la luce il primo mazzo che riproduceva fedelmente gli acquerelli della Harris (U.S. Games Systems e S. Weiser Pubbl., New York, 1977)». I disegni della Harris sono oggi conservati al Warburg Institute di Londra.

### Satanismo
Crowley è considerato da alcuni una fonte di ispirazione per il satanismo. Altri ritengono che sia lui stesso un satanista, sulla base di diverse affermazioni circa i sacrifici umani. Il Cesnur, invece rileva che tali assimilazioni di Crowley come satanista siano frutto di una letteratura giornalistica dove il Satanismo è spesso confuso con altri fenomeni, da cui tuttavia andrebbe distinto, e nel caso specifico con la corrente “thelemita” che deriva dalle idee di Crowley.
Alcune invocazioni contenute in certi suoi scritti, tuttavia, non depongono a favore di una sua totale estraneità all'argomento.

## Interesse per arrampicata e alpinismo

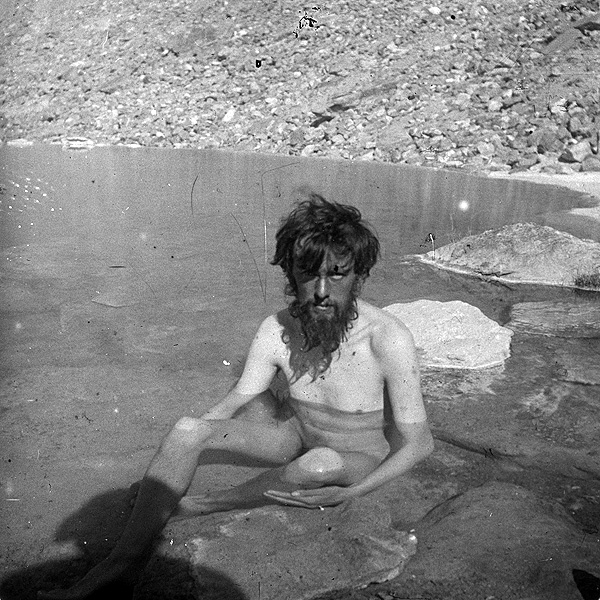
Aleister Crowley mentre fa il bagno durante una spedizione sul K2 nel 1902.

Crowley si avvicinò all'arrampicata nel 1892, in seguito ad un incontro casuale con Joseph Lister durante una vacanza sull'isola di Skye (Scozia). Ben presto divenne un arrampicatore di notevole abilità, concentrandosi su imprese che oggi verrebbero definite free solo. Nel 1893, a Beachy Head, aprì diverse vie su una falesia calcarea di 150 m, la più difficile delle quali ha oggi una difficoltà in scala americana pari a 5.10: un'impresa eccezionale per l'epoca. Nel 1895 si recò per la prima volta sulle Alpi, ove compì numerose prime ascensioni, di cui molte in solitaria.
Nel 1898 conobbe Oskar Eckenstein, con il quale formò una forte cordata che salì parecchie vie nelle Alpi. Nel 1900 Eckenstein cominciò a pensare a una spedizione al K2. La coppia si preparò per due anni, compiendo anche una spedizione di allenamento e acclimatazione sui vulcani che circondano Città del Messico, e nel 1902 la spedizione ebbe luogo.
Eckenstein decise di tentare la scalata dalla cresta nord-est, ma la spedizione fu costretta ad arrestarsi a una quota di 6000 m circa. Su indicazione di Crowley, gli alpinisti effettuarono un secondo tentativo, puntando alla sella tra il K2 e lo Skyang Kangri. Uno dei membri della squadra (un alpinista austriaco) fu però colpito da edema polmonare da alta quota; intuendo la gravità della situazione, Crowley, in contrasto con il resto della squadra, decise di ritirarsi e portare il malato più a valle. Secondo quanto riferito nella sua autobiografia, durante il secondo tentativo la spedizione raggiunse una quota di circa 6.600 m: all'epoca, era la massima altitudine mai raggiunta da una spedizione alpinistica. Dopo 63 giorni sul ghiacciaio Baltoro, la spedizione dovette ritirarsi a causa del maltempo.
Nel 1905 Crowley partecipò a un'altra spedizione himalayana, diretta al Kangchenjunga, insieme al dottor Jules Jacot-Guillarmod. La spedizione fu un fallimento, e fu segnata da forti litigi e tensioni tra i due capi spedizione.. La squadra di punta raggiunse comunque una quota di 6500 m circa,, ma sulla via del ritorno quattro uomini (tre portatori e un alpinista svizzero) morirono a causa di una valanga: in occasione di questo incidente, Crowley non si mosse in aiuto dei colleghi, sostenendo più tardi che l'esito fatale dell'incidente era in gran parte colpa loro. Inoltre, fu accusato di maltrattamenti verso i portatori.
La carriera alpinistica di Aleister Crowley terminò in pratica con l'infelice spedizione al Kanchenjunga.

## Opere e analisi
Le opere di Aleister Crowley si caratterizzano per l'utilizzo spregiudicato e apertamente magico della Qabalah e dei nomi angelici in lingua ebraica. In effetti, al di là di ogni valutazione etica ed estetica, con il suo determinare il proliferare di studi - propri o impropri - della tradizione cabalistica, l'opera di Crowley ha reso necessario un chiarimento autentico su cosa sia la Qabalah, e ciò è puntualmente avvenuto attraverso soprattutto le opere di uno studioso ebreo che rappresenta un altro punto di svolta fondamentale del pensiero moderno: Gershom Scholem.
Libri come Le grandi correnti della mistica ebraica o Shabbatai Tzevi, il messia mistico, manifestano - sia pure con un richiamo a Crowley sporadico, se non del tutto assente - la preoccupazione e il dovere di chiarire a un Occidente sempre più attento, cosa sia effettivamente la Qabalah, allontanandola dalla prospettiva strettamente magica e inserendola in un contesto più aderente alla realtà tradizionale entro la quale tale pensiero si sviluppa e procede, restituendola al suo fondamentale valore di criterio interpretativo delle Sacre Scritture. Crowley ha estrapolato numerosi rituali da fonti bibliche.
Esse sono:
- White Stains[48]
- Magick , Astrolabio-Ubaldini Editore, Roma 1976
- La figlia della luna (Moonchild)
- Trattato di astrologia magica
- Il libro di Thoth
- Liber Aleph
- The Equinox
- The Winged Beetle, Teitan Press, 1992, Chicago (IL), ISBN 0-933429-06-1
- Diario di un drogato
- De arte magica
- Il libro della legge
- The Psychology of Hashish
- The Green Goddess

## Influenza culturale

### Musica e nello spettacolo
Da molti anni Crowley è popolare negli ambienti della musica rock e divi vecchi e nuovi hanno variamente espresso simpatia per la sua figura: già i Beatles lo avevano inserito nella copertina del famoso Sgt. Pepper's Lonely Hearts Club Band. Jimmy Page (chitarrista dei Led Zeppelin), al pari di Danny Carey (batterista dei Tool), è uno dei maggiori collezionisti mondiali di materiale crowleyano e ha addirittura acquistato Boleskine House, la casa di Crowley a Boleskine. Page inoltre chiese e ottenne che due frasi di Crowley venissero vergate sulla parte interna, non incisa, del vinile dell'album Led Zeppelin III, edito nel 1970.
Ozzy Osbourne e David Bowie lo hanno menzionato nelle loro canzoni: Ozzy gli ha dedicato la canzone Mr. Crowley nell'album Blizzard of Ozz del 1980, Bowie nell'album del 1971 Hunky Dory nel brano Quicksand, mentre nella canzone Station to Station ha citato il suo libro White Stains. Robbie Williams lo ha citato nella canzone Random Acts of Kindness. Anche il gruppo britannico Fields of the Nephilim, i cui album hanno forti ispirazioni al mondo della magia e dell'occultismo, hanno portato riferimenti a Crowley in alcune canzoni, come Love Under Will (il titolo si riferisce ad uno dei "credo" della filosofia crowleyana). Inoltre, gli Edguy gli hanno dedicato la canzone Aleister Crowley Memorial Boogie come traccia extra nel loro album Rocket Ride in edizione limitata.
Marilyn Manson ha affermato che ne è stato "ossessionato" e Mick Jagger dei Rolling Stones è un appassionato di Crowley, iniziato a quanto pare dal regista underground Kenneth Anger. Anger, un discepolo di Crowley, ha incorporato elementi thelemiti nei suoi film, come "Inauguration of the Pleasure Dome," "Invocation of My Demon Brother," e "Lucifer Rising." Questi film sono noti per la loro simbologia occultista e l'uso della musica per accompagnare le immagini. Kenneth Anger ha introdotto temi legati all'omoerotismo nei suoi lavori, sfidando le convenzioni sessuali dell'epoca.
L'influenza di Crowley su Anger ha reso il lavoro del regista un punto di riferimento significativo per chiunque sia interessato all'occultismo e alle influenze culturali di Crowley nel mondo del cinema.
Anche i Klaxons hanno dedicato il brano Magick a Crowley, mentre i Death SS gli hanno dedicato l'intero album Do What Thou Wilt. Il gruppo tedesco degli Alphaville ha tratto ispirazione da Crowley per la realizzazione dell'album Afternoons in Utopia, del 1986, e in particolare il cantante Marian Gold ha affermato di essersi ispirato alle opere di Crowley per il brano Red Rose.
La copertina dell'album solista "Mad Messiah" di Steve Sylvester (Death SS) e quella dell'album "Impera" dei Ghost rappresentano entrambe un chiaro tributo a una delle fotografie più note di Crowley, che lo ritrae mentre poggia il mento sulle sue mani.
Psalm 69: The Way to Succeed and the Way to Suck Eggs - Ministry 1992: l titolo dell'album è legato al capitolo 69 di The Book of Lies, un'opera scritta di Aleister Crowley, dove usa l'espressione "The way to succeed and the way to suck eggs" come gioco di parole per la posizione sessuale del 69 ("succhiare semi" e "succhiare uova"). Inoltre, Crowley ha intitolato il capitolo ΚΕΦΑΛΗΞΘ (che si traduce letteralmente come "scrollò le spalle" e contiene il suono ΛΗΞ "lecca") ma ha un secondo significato come composto del greco κεφαλη ("testa") e Ξ Θ (un riferimento alfabetico codificato a "69") che hanno entrambi significati gergali in inglese per atti sessuali. Psalm 69 è considerato l'album di maggior successo dei Ministry, essendo stato disco d'oro in Canada e Australia e disco di platino negli Stati Uniti.
Infine Bruce Dickinson, cantante del gruppo heavy metal britannico Iron Maiden, lo ha sempre annoverato come uno dei suoi miti, tanto che ha collaborato alla sceneggiatura di un film prodotto nel 2007 e incentrato sulla figura di Crowley, The Chemical Wedding.
Nel corso degli anni sono nati gruppi musicali esplicitamente crowleyani, come i Thelema gruppo rock-metal genovese, i Coil ed i Current 93, di cui almeno uno si è evoluto in un nuovo movimento magico: il Thee Temple Ov Psychick Youth (T.O.P.Y., Tempio Della Gioventù Psichica: la storpiatura dell'ortografia inglese è voluta come gesto di ribellione alle regole) fondato nel 1981 dal cantante Genesis P-Orridge, in contemporanea alla fondazione del suo secondo complesso Psychic TV.

### Letteratura
Lo scrittore William Somerset Maugham si ispirò a lui per il suo romanzo Il mago (The Magician), da cui deriva l'omonimo film di Rex Ingram del 1926.
Una versione personale dell'espulsione di Crowley dalla Sicilia è data da Leonardo Sciascia nel suo racconto Apocrifi sul caso Crowley (nella raccolta Il mare colore del vino).
In tempi recenti Crowley è apparso come personaggio nel libro di Vincenzo Consolo Nottetempo, casa per casa (1992).
Crowley viene menzionato nel romanzo Il paradiso degli orchi di Daniel Pennac (1991) come ispiratore di una setta dedita a riti con violenze su minori.
Umberto Eco lo cita più volte nel Pendolo di Foucault parlando dei riti iniziatici di adorazione della Bestia. In molte sue opere Mauro Cascio tenta una ricostruzione filosofica del suo pensiero, nell'ambito dell'idealismo magico. Nel romanzo L'isola dell'angelo caduto di Carlo Lucarelli (1999), uno dei personaggi è un seguace di Crowley.
Crowley è anche il nome di uno dei due personaggi principali del romanzo Buona Apocalisse a tutti! di Terry Pratchett e Neil Gaiman. Come personaggio secondario, Crowley compare anche nel romanzo Notizie sul giocatore Rubašov dello scrittore svedese Carl-Johan Vallgreen, e nella serie di romanzi Undead Girl Murder Farce di Yugo Aosaki.

### Cinema, fumetti e televisione
Spesso il nome e le imprese di Crowley vengono citate in vari fumetti. Viene citato nelle opere di Alan Moore Promethea e V per Vendetta (libro III, Capitolo IV: Vestigia); un giovanissimo Crowley è protagonista di una breve scena di From Hell (cap. 9 pag. 3 e 4), altro romanzo a fumetti di Moore. Nei fumetti di Martin Mystère esiste un personaggio chiamato Mabus, vagamente ispirato a Crowley, che fa un'apparizione anche in un crossover con Dylan Dog e in Storie da Altrove e in La grande bestia di Dampyr.
Nel 2003 il regista Carlos Atanes ha diretto Perdurabo (Where is Aleister Crowley?), ambientato presso l'abbazia di Thelema.
Nella serie Magico Vento figura il personaggio di un negromante, posseduto dagli Antichi, chiamato Aiwass, come l'entità assira con cui Crowley affermava di essere entrato in contatto. Nel fumetto Hellblazer viene citato alcune volte. Ne La Lega degli Straordinari Gentlemen viene ripresa, come uno dei principali antagonisti della serie, la figura di Oliver Haddo de Il Mago, combinata con ulteriori riferimenti alla persona di Crowley.
Dalla 5ª stagione del telefilm Supernatural viene introdotto un personaggio - un demone - dal nome Crowley, tutto ispirato a Aleister Crowley. Mentre nella quarta stagione compariva, sempre sotto forma di un demone, il personaggio Alastair.
In D.Gray-man uno degli esorcisti appartenenti al gruppo del protagonista, con aspetto e poteri molto simili a quelli di un vampiro, si chiama Aleister Crowley (unicamente per motivi di traduzione voluti dalla casa editrice; l'autrice chiese che fosse lasciato il nome originale Arystar Krory). Nella serie dell'hentai Shin Bible Black appare una ragazza nipote di Aleister Crowley, tale Jody Crowley. In A Certain Magical Index un personaggio della storia si chiama Aleister Crowley ed è un mago che trama all'interno della fazione degli Esper.
Nella serie Strange Angel, incentrata sulla vita di Jack Parsons, Crowley è interpretato da Angus Macfadyen.
Nella serie Le terrificanti avventure di Sabrina Aleister Crowley viene nominato più volte, facendo intendere che fosse uno fra gli stregoni più famosi e potenti della storia.
Nella serie The Midnight Gospel Aleister Crowley viene nominato nel terzo episodio, durante uno dei viaggi del protagonista, in un dialogo in cui si affronta il tema della magia occidentale.

### Videogiochi
Crowley è un personaggio ricorrente nella serie di videogiochi di ruolo Megami Tensei, in quale appare come avversario. Nella serie, Crowley è anche identificato con il demone "Master Therion", o semplicemente Therion.
Viene citato anche in una nota in Assassin's Creed Odyssey, nel DLC dedicato ad Atlantide.